# Kunbir vartianorum
Kunbir vartianorum là một loài bọ cánh cứng trong họ Cerambycidae.